# Nomada discedens
Nomada discedens är en biart som beskrevs av Pérez 1884. Nomada discedens ingår i släktet gökbin, och familjen långtungebin. Inga underarter finns listade i Catalogue of Life.